# Як Хашим був великим
Як Хашим був великим — радянський дитячий художній фільм, випущений у 1976 році кіностудією «Узбекфільм» на замовлення Держтелерадіо СРСР. Знятий за мотивами повісті Худайберди Тухтабаєва «Чарівна шапка».

## Сюжет
Учень четвертого класу Хашим не відрізнявся ні успіхами в роботі, ні хазяйновитістю, проте любив байдикувати і хвалитися. Чарівниця матінка Лінь і її сини Незнай і Зазнай вмовляють його взагалі не ходити в школу і втекти з ними з дому. Хашим просить їх зробити його дорослим, що вони й виконують.
Ставши дорослим, Хашим спробував свої сили як агроном, артист, кухар, перукар, кравець, але в жодній професії він не домігся успіху. Зневірившись, Хашим просить знову зробити його маленьким, але чарівники відмовляються зробити це. Тоді Хашим повертається додому таким, який є, але там його ніхто, крім сестри і матері, не впізнає.
Хашиму нічого не залишається, як, залишаючись дорослим, іти в школу і старанно вчитися, а вдома — допомагати по господарству. Тоді чари пропадають, Хашим знову стає хлопчиком, а матінка Лінь з синами зникають, у пошуках нових ледарів і нероб.

## В ролях
- Рустам Туляганов — Хашим-дитина (озвучує Агарь Власова)
- Хайрулла Сагдієв — Хашим-дорослий
- Раджаб Адашев — Незнай, син Ліні
- Шухрат Іргашев — Зазнай, син Ліні
- Уктам Лукманова — мама Хашима
- Максуд Мансуров — Атаджан-ака, учитель
- Наїля Ташкенбаєва — матінка Лінь
- Гузаль Хамраєва — Айша, сестра Хашима
- Максуд Атабаєв — міліціонер
- Анатолій Кабулов — режисер театру
- Ях'йо Файзуллаєв — бригадир колгоспників
- Максум Юсупов — директор театру
- Учкун Рахманов — клієнт швейної майстерні

## Знімальна група
- Режисер — Юрій Степчук
- Сценарист — Ярослав Філіппов
- Оператор — Лев Сімбірцев
- Композитор — Руміль Вільданов
- Художник — Едуард Аванесов